# Resolutie 2164 Veiligheidsraad Verenigde Naties
Resolutie 2164 van de Veiligheidsraad van de Verenigde Naties werd op 25 juni 2014 unaniem aangenomen door de VN-Veiligheidsraad. De resolutie verlengde de VN-vredesmacht in Mali met een jaar.

## Achtergrond
Sedert de jaren 1990 hadden de Toearegs in het noorden van Mali hun eigen bestuurlijke zone. Zij probeerden al langer hun regio Azawad los te maken van Mali, maar enkele gevechten in 2006 leidden tot een akkoord met de regering. Na de Libische burgeroorlog in 2011 keerden velen van hen die voor Qadhafi hadden gevochten zwaar bewapend terug naar Mali. Ze begonnen er een veroveringstocht om er gewapenderhand het noorden van het land in te nemen. De regering en het leger konden hen niet de baas en na maanden van ontevredenheid over leiding en uitrusting pleegden soldaten een staatsgreep, waarbij ook president Touré werd verjaagd. Zij richtten een comité voor het herstel van de democratie op, maar droegen de macht over aan een overgangsregime onder leiding van de parlementsvoorzitter na onderhandelingen met de ECOWAS.
In januari 2013 zetten islamitische rebellen opnieuw een offensief naar het zuiden in. Franse grondtroepen ondersteund door troepen uit verschillende Afrikaanse landen zetten een tegenoffensief in en dreven hen terug naar het noorden. In april 2013 werd door middel van resolutie 2100 besloten om een VN-vredesmacht naar het land te zenden.

## Inhoud
Het werd van belang geacht dat de onderliggende oorzaken van de crisis in Mali betreffende bestuur, veiligheid, ontwikkeling en humanitaire problemen werden aangepakt, en dat lessen werden getrokken uit voorgaande vredesakkoorden. Het politiek proces, de dialoog en verzoening en de uiteindelijke oplossing van de crisis moesten vanuit het land zelf komen. Met de verkiezingen in 2013 was alvast een belangrijke stap gezet richting herstel van de democratie en grondwettelijke orde. In juni 2013 was ook een akkoord ondertekend waarin het opstarten van gesprekken met alle gemeenschappen in Noord-Mali was overeengekomen, maar de einddatum daarvoor werd niet gehaald. Algerije's inspanningen om onderhandelingen te starten en Burkina Faso dat optreedt als bemiddelaar vanuit de ECOWAS werden gewaardeerd. In april 2014 had de president van Mali een hoge vertegenwoordiger aangesteld die een dialoog inzake het vredesproces op gang moest brengen.
De gevechten in de noordelijke regio Kidal naar aanleiding van een bezoek van de eerste minister op 17 mei 2014 werden sterk veroordeeld. De Nationale Bevrijdingsbeweging voor de Azawad had daarbij regeringsgebouwen en verschillende dorpen ingenomen en een schaduwbestuur opgezet. Op 23 mei was na bemiddeling van de Afrikaanse Unie een staakt-het-vuren bereikt. Intussen bleef de situatie in het noorden van het land fragiel door de gewapende groeperingen en terreurbewegingen als Al Qaida in de Islamitische Maghreb. De Franse strijdkrachten bleven hen op vraag van Mali bestrijden. Verder was ook de georganiseerde misdaad een probleem in de regio. Ontvoeringen en gijzelingen voor losgeld of politieke toegiften werden sterk veroordeeld. Voorts was men zeer bezorgd over de humanitaire crisis in de Sahel die door al het voorgaande nog verergerd werd.
Het mandaat van de MINUSMA-vredesmacht in Mali werd verlengd tot 30 juni 2015. De operatie richtte zich op veiligheid, het beschermen van de bevolking, het ondersteunen van de politieke dialoog, het herstel van het staatsgezag en de veiligheidsdiensten, de promotie van de mensenrechten en het ondersteunen van noodhulpverlening. Daarnaast had de missie ook de opdracht Mali's cultureel- en historisch erfgoed te helpen beschermen. De secretaris-generaal werd gevraagd troepen en materieel te delen met de UNMIL-vredesmacht in Liberia en UNOCI in Ivoorkust. Daarnaast kregen de Franse troepen in het land toestemming op vraag van de secretaris-generaal tussen beide te komen als er een ernstige dreiging was.

## Verwante resoluties
- Resolutie 2085 Veiligheidsraad Verenigde Naties (2012)
- Resolutie 2100 Veiligheidsraad Verenigde Naties (2013)
- Resolutie 2227 Veiligheidsraad Verenigde Naties (2015)

Lijst ·  2133 ·  2134 ·  2135 ·  2136 ·  2137 ·  2138 ·  2139 ·  2140 ·  2141 ·  2142 ·  2143 ·  2144 ·  2145 ·  2146 ·  2147 ·  2148 ·  2149 ·  2150 ·  2151 ·  2152 ·  2153 ·  2154 ·  2155 ·  2156 ·  2157 ·  2158 ·  2159 ·  2160 ·  2161 ·  2162 ·  2163 ·  2164 ·  2165 ·  2166 ·  2167 ·  2168 ·  2169 ·  2170 ·  2171 ·  2172 ·  2173 ·  2174 ·  2175 ·  2176 ·  2177 ·  2178 ·  2179 ·  2180 ·  2181 ·  2182 ·  2183 ·  2184 ·  2185 ·  2186 ·  2187 ·  2188 ·  2189 ·  2190 ·  2191 ·  2192 ·  2193 ·  2194 ·  2195